# بلدية كواراي
بلدية كواراي هي بلدية في البرازيل، تتبع ريو غراندي دو سول، بلغ عدد سكانها 23٬021  نسمة، في 2010، تبلغ مساحتها 3٬147٫637 كيلومتر مربع.

## الموقع
تشترك في الحدود مع:
- أليجريت.

## مدن توأم
المدن التوأم:
- أرتيغاس.

## أعلام
- ماركوس روجيريو أوليفيرا دوارتي